# Chris Landman
Chris Landman (* 17. Januar 1981 in Wapenveld) ist ein niederländischer Dartspieler.

## Karriere
Chris Landman trat 2016 erstmals bei großen Turnieren in Erscheinung, als er bei den Den Haag Open direkt ins Finale einzog. Zudem nahm er am World Masters teil. Ein Jahr später erreichte er das Viertelfinale bei den German Open und das Halbfinale bei den Bruges Open. Nach weiteren guten Ergebnissen konnte er bei den Catalonian Open seinen ersten WDF-Turniersieg feiern. Beim World Masters erreichte er das Achtelfinale. Beim WDF World Cup spielte sich Landman ins Viertelfinale, wo er gegen Jeff Smith ausschied. Es folgte seine erste Teilnahme an der BDO World Darts Championship 2018. Jedoch war er in der Vorrunde gegen Derk Telnekes unterlegen. Bei den Isle of Man Open 2018 erreichte Landman das Finale. Bei der BDO World Trophy 2018 schied der Niederländer in der ersten Runde gegen Mark McGeeney aus. Im Doppel- und im  Teamwettbewerb des WDF Europe Cups erreichte er beide Male das Finale.
2018 nahm Landman am Finder Darts Masters teil und qualifizierte sich erneut für die BDO World Darts Championship 2019. Jedoch war auch seine zweite WM-Teilnahme erfolglos. Nach einer Halbfinalteilnahme beim Slovak Masters und den Belfry Open konnte Landman sich zum dritten Mal für die BDO-WM 2020 qualifizieren. Nach einem Sieg gegen Dave Parletti schlug er im Achtelfinale Ben Hazel und erreichte erstmals das Viertelfinale. Dort unterlag Landman gegen den Waliser Wayne Warren mit 3:5. Im Februar 2020 gewann er die Slovak Open und nahm auch an Turnieren der PDC teil. 2021 spielte er erfolglos die PDC Qualifying School (Q-School). Ende des Jahres qualifizierte er sich über den West Europe Qualifier für die PDC World Darts Championship 2022. Dabei gewann er mit 3:0 in Runde eins gegen Scott Mitchell, schied dann aber nach einem 1:3 gegen Ian White aus dem Turnier aus.
2022 nahm Landman erneut an der Q-School teil. Dabei erreichte er am dritten Tag auf direktem Weg die Final Stage. Für eine Tour Card reichte es dennoch nicht.
Ende des Jahres nahm Landman am WDF World Masters teil. Er schied jedoch in der Runde der letzten 32 gegen den späteren Turniersieger Wesley Plaisier aus. Auch bei den am gleichen Wochenende ausgetragenen World Open scheiterte er in dieser Runde, hier jedoch gegen David Kirwan.
Bei der Q-School 2023 nahm Landman erneut teil, wobei ihm am zweiten Tag die Qualifikation zur Final Stage gelang. Mit vier Punkten in der Rangliste scheiterte er jedoch an der Tour Card. Daraufhin gewann Landman direkt das erste Turnier der PDC Challenge Tour 2023 mit 5:2 im Finale gegen Lukas Wenig. Dieser Erfolg verhalf ihm dazu, bei insgesamt 27 von 30 Turnieren der Players Championships ins Teilnehmerfeld aufzurücken. Sein bestes Ergebnis hierbei war ein Achtelfinale bei Turnier Nummer 26.
Bei den Dutch Open erreichte Landman im Doppel zusammen mit Jelle Klaasen das Finale. Die beiden unterlagen jedoch mit 4:5 Christian Kist und Michael Stoeten. Im Einzel kam er zumindest ins Achtelfinale, welches er gegen Dennie Olde Kalter mit 0:4 verlor.
Die Challenge Tour beendete Landman nach einem weiteren Halbfinale und zwei Viertelfinale auf Rang elf. Aufgrund seiner guten Leistungen bei den Players Championships qualifizierte er sich außerdem für die Players Championship Finals 2023 und war dabei auf Position 48 gesetzt. Er traf im ersten Spiel auf Gian van Veen und verlor mit 1:6.
Im Dezember 2023 nahm Landman zum ersten Mal an der WDF World Darts Championship teil, für die er sich bereits im Vorjahr qualifiziert hatte. Er war dabei an Position sieben gesetzt und erreichte das Finale, welches er gegen Andy Baetens verlor.
Bei der Q-School 2024 ging Landman aufgrund seiner Platzierung in der Challenge Tour Order of Merit erst in der Final Stage an den Start. In dieser erspielte er über vier Turniertage sieben Punkte und sicherte sich damit über die Rangliste erstmals eine Tour Card.

## Weltmeisterschaftsresultate

### BDO
- 2018: Vorrunde (0:3-Niederlage gegen  Derk Telnekes)
- 2019: 1. Runde (2:3-Niederlage gegen  Kyle McKinstry)
- 2020: Viertelfinale (3:5-Niederlage gegen  Wayne Warren)

### PDC
- 2022: 2. Runde (1:3-Niederlage gegen  Ian White)
- 2025: 1. Runde (1:3-Niederlage gegen  Lok Yin Lee)

### WDF
- 2023: Finale (1:6-Niederlage gegen  Andy Baetens)

## Turnierergebnisse
| Turnier                     | 2016                       | 2017                       | 2018                       | 2019                       | 2020               | 2021               | 2022               | 2023               | 2024              | 2025              |
| --------------------------- | -------------------------- | -------------------------- | -------------------------- | -------------------------- | ------------------ | ------------------ | ------------------ | ------------------ | ----------------- | ----------------- |
| BDO-Major-Turniere          |                            |                            |                            |                            |                    |                    |                    |                    |                   |                   |
| Weltmeisterschaft           | n/q                        | n/q                        | VR                         | 1R                         | VF                 | Verband insolvent  | Verband insolvent  | Verband insolvent  | Verband insolvent | Verband insolvent |
| World Trophy                | n/q                        | n/q                        | 1R                         | 1R                         | n/a                | Verband insolvent  | Verband insolvent  | Verband insolvent  | Verband insolvent | Verband insolvent |
| World Masters               | 1R                         | AF                         | 4R                         | n/t                        | n/a                | Verband insolvent  | Verband insolvent  | Verband insolvent  | Verband insolvent | Verband insolvent |
| WDF-Platin-/Major-Turniere  |                            |                            |                            |                            |                    |                    |                    |                    |                   |                   |
| Dutch Open                  | kein Platin-Turnier        | kein Platin-Turnier        | kein Platin-Turnier        | kein Platin-Turnier        | ?                  | n/a                | ?                  | AF                 | n/t               | n/t               |
| WDF World Cup               | n/a                        | VF                         | n/a                        | AF                         | nicht ausgetragen  | nicht ausgetragen  | nicht ausgetragen  | n/t                | n/a               | n/t               |
| WDF Europe Cup              | n/t                        | n/a                        | 3R                         | nicht ausgetragen          | nicht ausgetragen  | nicht ausgetragen  | n/t                | n/a                | n/t               | n/a               |
| World Masters               | nicht ausgetragen          | nicht ausgetragen          | nicht ausgetragen          | nicht ausgetragen          | nicht ausgetragen  | nicht ausgetragen  | 4R                 | n/a                | n/t               | n/t               |
| Finder Masters              | n/q                        | n/q                        | GP                         | nicht ausgetragen          | nicht ausgetragen  | nicht ausgetragen  | nicht ausgetragen  | nicht ausgetragen  | nicht ausgetragen | nicht ausgetragen |
| Weltmeisterschaft           | nicht ausgetragen          | nicht ausgetragen          | nicht ausgetragen          | nicht ausgetragen          | nicht ausgetragen  | nicht ausgetragen  | n/q                | F                  | n/t               | n/t               |
| PDC-Ranking-Turniere        |                            |                            |                            |                            |                    |                    |                    |                    |                   |                   |
| Weltmeisterschaft           | nicht teilgenommen         | nicht teilgenommen         | nicht teilgenommen         | nicht teilgenommen         | nicht teilgenommen | n/q                | 2R                 | n/q                | n/q               | 1R                |
| World Masters               | nicht ausgetragen          | nicht ausgetragen          | nicht ausgetragen          | nicht ausgetragen          | nicht ausgetragen  | nicht ausgetragen  | nicht ausgetragen  | nicht ausgetragen  | nicht ausgetragen | VR                |
| UK Open                     | nicht teilgenommen         | nicht teilgenommen         | nicht teilgenommen         | nicht teilgenommen         | nicht qualifiziert | nicht qualifiziert | nicht qualifiziert | nicht qualifiziert | 2R                | 2R                |
| Players Championship Finals | nicht teilgenommen         | nicht teilgenommen         | nicht teilgenommen         | nicht teilgenommen         | nicht qualifiziert | nicht qualifiziert | nicht qualifiziert | 1R                 | 1R                |                   |
| Karrierestatistiken         |                            |                            |                            |                            |                    |                    |                    |                    |                   |                   |
| Jahresendplatzierung        | 243                        | 33                         | 11                         | 19                         | 16                 | 16                 | 7                  | 101                | 87                |                   |
| Verband                     | British Darts Organisation | British Darts Organisation | British Darts Organisation | British Darts Organisation | WDF                | WDF                | WDF                | PDC                | PDC               | PDC               |

| Legende zu den Turnierergebnissen | Legende zu den Turnierergebnissen | Legende zu den Turnierergebnissen | Legende zu den Turnierergebnissen | Legende zu den Turnierergebnissen | Legende zu den Turnierergebnissen | Legende zu den Turnierergebnissen | Legende zu den Turnierergebnissen | Legende zu den Turnierergebnissen | Legende zu den Turnierergebnissen |
| --------------------------------- | --------------------------------- | --------------------------------- | --------------------------------- | --------------------------------- | --------------------------------- | --------------------------------- | --------------------------------- | --------------------------------- | --------------------------------- |
| n/t                               | nicht teilgenommen                | n/q                               | nicht qualifiziert                | n/a                               | nicht ausgetragen                 | #R                                | Aus in jeweiliger Runde           | GP                                | Aus in der Gruppenphase           |
| AF                                | Achtelfinalist                    | VF                                | Viertelfinalist                   | HF                                | Halbfinalist                      | F                                 | Turnierfinalist                   | S                                 | Turniersieger                     |

## Titel

### PDC
- Secondary Tour Events
  - PDC Challenge Tour
    - PDC Challenge Tour 2023: 1

### WDF
- Silber-Turniere 
  - Slovak Open: (1) 2020
- Bronze-Turniere 
  - Italian Open: (1) 2021